# Contea di Oscoda
La contea di Oscoda, in inglese Oscoda County, è una contea dello Stato del Michigan, negli Stati Uniti. La popolazione al censimento del 2000 era di 9 418 abitanti. Il capoluogo di contea è Mio.